# Células bipolares de la retina

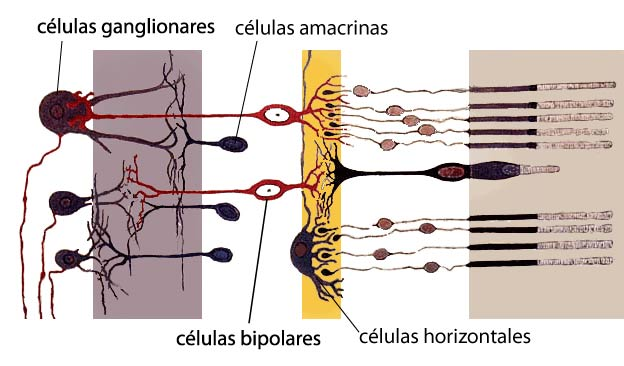
Las célula bipolares representadas en rojo en el centro del esquema, conectan los conos o bastones a la derecha con las células ganglionares a la izquierda.

Las células bipolares de la retina son un tipo de células situadas en la zona intermedia de la retina. 
Se trata de neuronas que disponen de dos terminaciones, una dendrita y un axón, la dendrita las conecta con las células fotorreceptoras (conos y bastones), mientras que el axón sirve para realizar la conexión con la capa celular más externa de la retina, formada por las llamadas células ganglionares de las que parte el nervio óptico.